# Biserica de lemn din Mânăstirea (Delești)
Biserica de lemn din Mânăstirea (Delești) este un monument istoric aflat pe teritoriul satului Mânăstirea, comuna Delești.